# Farní sbor Českobratrské církve evangelické ve Vsetíně (dolní sbor)
Farní sbor Českobratrské církve evangelické ve Vsetíně (dolní sbor) je sborem Českobratrské církve evangelické ve Vsetíně. Sbor spadá pod Východomoravský seniorát
Před vznikem ČCE se sbor, který užívá jeden z prvních tolerančních kostelů na Moravě, hlásil k luterství. Jeho fara stojí východně od kostela.
Farářem sboru je Bronislav Czudek, kurátorkou sboru Petra Havelková.

## Faráři sboru
- Jan Hrdlička, 1. farář sboru, pocházející ze Slovenska (1782–1785)[1]
- Emil Pokorný (1922)
- Jan Trusina (1958–1961)
- Martin Prudky seniorátní vikář, bytem ve Vizovicích (1985–1988)
- Bronislav Czudek (1993–1999, 1999–)